# Omnium masculin aux Jeux olympiques d'été de 2020
Navigation
Rio 2016 Paris 2024
L'omnium masculin, épreuve de cyclisme sur piste des Jeux olympiques d'été de 2020, a lieu le  5 août 2021 sur le Vélodrome d'Izu, situé à Izu (Japon), à 120 kilomètres de Tokyo.

## Format de compétition
L'omnium est un événement combinant plusieurs épreuves. La version des Jeux olympiques 2020 propose quatre types d'épreuves différentes. Le format a considérablement changé depuis 2016, avec trois des six épreuves abandonnées et une nouvelle ajoutée. L'omnium est également passé d'un format de deux jours lors des Jeux précédents à un format d'un jour en 2020. Le vainqueur de l'omnium est le cycliste qui obtient le plus de points à l'issue des quatre épreuves. Le vainqueur de chacune des trois premières épreuves gagne 40 points, le deuxième obtient 38 points, le troisième 36 points, et ainsi de suite. La course aux points qui sert de dernière épreuve a un barème spéciale. Les courses de l'omnium sont :
- Course scratch : la course est lancée avec un départ groupé ; le premier à franchir la ligne gagne l'épreuve. La distance est de 10 kilomètres (40 tours).
- Course tempo : il s'agit de la nouvelle épreuve pour 2020. La distance est de 10 kilomètres (40 tours). Après les 5 premiers tours, le premier de chaque tour marque 1 point. Prendre un tour sur le peloton rapporte 20 points supplémentaire. Le vainqueur de l'épreuve est le cycliste avec le plus de points (les points gagnés dans la course tempo ne comptent pas pour le total de l'omnium ; ils ne sont utilisés que pour classer les cyclistes). En cas d'égalité de points récoltés sur l'épreuve, c'est la place lors du sprint final qui départage les cyclistes.
- Course à l'élimination : tous les 2 tours, le dernier cycliste est éliminé.
- Course aux points : l'épreuve finale est une course aux points de 25 kilomètres (100 tours), avec des points gagnés pour les sprints (5/3/2/1, tous les 10 tours avec des points doublés pour le sprint final) et pour les tours pris sur le peloton (20 points).

## Programme
Les horaires sont ceux de l'heure normale du Japon (UTC+9)
| Date        | Heure                   | Épreuve                                                              |
| ----------- | ----------------------- | -------------------------------------------------------------------- |
| 5 août 2021 | 15:30 16:27 17:07 17:55 | Course scratch Course tempo Course à l'élimination Course aux points |

## Résultats

### Course scratch
| Rang | Cycliste             | Pays             | Tours | Points sur l'épreuve |
| ---- | -------------------- | ---------------- | ----- | -------------------- |
| 1    | Matthew Walls        | Grande-Bretagne  |       | 40                   |
| 2    | Benjamin Thomas      | France           |       | 38                   |
| 3    | Jan-Willem van Schip | Pays-Bas         |       | 36                   |
| 4    | Artyom Zakharov      | Kazakhstan       |       | 34                   |
| 5    | Niklas Larsen        | Danemark         |       | 32                   |
| 6    | Sam Welsford         | Australie        | –1    | 30                   |
| 7    | Campbell Stewart     | Nouvelle-Zélande | –1    | 28                   |
| 8    | Eiya Hashimoto       | Japon            | –1    | 26                   |
| 9    | Théry Schir          | Suisse           | –1    | 24                   |
| 10   | Gavin Hoover         | États-Unis       | –1    | 22                   |
| 11   | Kenny De Ketele      | Belgique         | –1    | 20                   |
| 12   | Roger Kluge          | Allemagne        | –1    | 18                   |
| 13   | Elia Viviani         | Italie           | –1    | 16                   |
| 14   | Szymon Sajnok        | Pologne          | –1    | 14                   |
| 15   | Albert Torres        | Espagne          | –1    | 12                   |
| 16   | Mark Downey          | Irlande          | –1    | 10                   |
| 17   | Christos Volikakis   | Grèce            | –1    | 8                    |
| 18   | Yauheni Karaliok     | Biélorussie      | –1    | 6                    |
| 19   | Andreas Müller       | Autriche         | –1    | 4                    |
| 20   | David Maree          | Afrique du Sud   | –2    | 2                    |

### Course tempo
| Rang | Cycliste             | Pays             | Points sur la tempo | Points sur l'épreuve |
| ---- | -------------------- | ---------------- | ------------------- | -------------------- |
| 1    | Jan-Willem van Schip | Pays-Bas         | 30                  | 40                   |
| 2    | Benjamin Thomas      | France           | 23                  | 38                   |
| 3    | Matthew Walls        | Grande-Bretagne  | 23                  | 36                   |
| 4    | Théry Schir          | Suisse           | 23                  | 34                   |
| 5    | Gavin Hoover         | États-Unis       | 22                  | 32                   |
| 6    | Niklas Larsen        | Danemark         | 22                  | 30                   |
| 7    | Kenny De Ketele      | Belgique         | 21                  | 28                   |
| 8    | Elia Viviani         | Italie           | 21                  | 26                   |
| 9    | Szymon Sajnok        | Pologne          | 21                  | 24                   |
| 10   | Albert Torres        | Espagne          | 21                  | 22                   |
| 11   | Roger Kluge          | Allemagne        | 3                   | 20                   |
| 12   | Campbell Stewart     | Nouvelle-Zélande | 2                   | 18                   |
| 13   | Sam Welsford         | Australie        | 1                   | 16                   |
| 14   | Yauheni Karaliok     | Biélorussie      | 1                   | 14                   |
| 15   | Artyom Zakharov      | Kazakhstan       | 1                   | 12                   |
| 16   | Eiya Hashimoto       | Japon            | 1                   | 10                   |
| 17   | Christos Volikakis   | Grèce            | 0                   | 8                    |
| 18   | Mark Downey          | Irlande          | –20                 | 6                    |
| 19   | Andreas Müller       | Autriche         | –20                 | 4                    |
| 20   | David Maree          | Afrique du Sud   | –20                 | 2                    |

### Course à l'élimination
| Rang | Cycliste             | Pays             | Points sur l'épreuve |
| ---- | -------------------- | ---------------- | -------------------- |
| 1    | Elia Viviani         | Italie           | 40                   |
| 2    | Matthew Walls        | Grande-Bretagne  | 38                   |
| 3    | Théry Schir          | Suisse           | 36                   |
| 4    | Jan-Willem van Schip | Pays-Bas         | 34                   |
| 5    | Campbell Stewart     | Nouvelle-Zélande | 32                   |
| 6    | Benjamin Thomas      | France           | 30                   |
| 7    | Albert Torres        | Espagne          | 28                   |
| 8    | Niklas Larsen        | Danemark         | 26                   |
| 9    | Sam Welsford         | Australie        | 24                   |
| 10   | Kenny De Ketele      | Belgique         | 22                   |
| 11   | Gavin Hoover         | États-Unis       | 20                   |
| 12   | Eiya Hashimoto       | Japon            | 18                   |
| 13   | Artyom Zakharov      | Kazakhstan       | 16                   |
| 14   | Christos Volikakis   | Grèce            | 14                   |
| 15   | David Maree          | Afrique du Sud   | 12                   |
| 16   | Szymon Sajnok        | Pologne          | 10                   |
| 17   | Roger Kluge          | Allemagne        | 8                    |
| 18   | Yauheni Karaliok     | Biélorussie      | 6                    |
| 19   | Mark Downey          | Irlande          | 4                    |
| 20   | Andreas Müller       | Autriche         | 2                    |

### Course aux points et classement final
| Rang               | Cycliste             | Nation           | SC | TE | EL | Sous-total | Points au sprint | Points au tour | Ordre d'arrivée | Total |
| ------------------ | -------------------- | ---------------- | -- | -- | -- | ---------- | ---------------- | -------------- | --------------- | ----- |
| Médaille d'or      | Matthew Walls        | Grande-Bretagne  | 40 | 36 | 38 | 114        | 19               | 20             | 2               | 153   |
| Médaille d'argent  | Campbell Stewart     | Nouvelle-Zélande | 28 | 18 | 32 | 78         | 11               | 40             | 17              | 129   |
| Médaille de bronze | Elia Viviani         | Italie           | 16 | 26 | 40 | 82         | 22               | 20             | 4               | 124   |
| 4                  | Benjamin Thomas      | France           | 38 | 38 | 30 | 106        | 12               | 0              | 19              | 118   |
| 5                  | Niklas Larsen        | Danemark         | 32 | 30 | 26 | 88         | 5                | 20             | 13              | 113   |
| 6                  | Jan-Willem van Schip | Pays-Bas         | 36 | 40 | 34 | 110        | 2                | 0              | 7               | 112   |
| 7                  | Théry Schir          | Suisse           | 24 | 34 | 36 | 94         | 15               | 0              | 1               | 109   |
| 8                  | Gavin Hoover         | États-Unis       | 22 | 32 | 20 | 74         | 5                | 20             | 8               | 99    |
| 9                  | Roger Kluge          | Allemagne        | 18 | 20 | 8  | 46         | 5                | 40             | 12              | 91    |
| 10                 | Albert Torres        | Espagne          | 12 | 22 | 28 | 62         | 2                | 20             | 11              | 84    |
| 11                 | Sam Welsford         | Australie        | 30 | 16 | 24 | 70         | 9                | 0              | 3               | 79    |
| 12                 | Yauheni Karaliok     | Biélorussie      | 6  | 14 | 6  | 26         | 10               | 40             | 10              | 76    |
| 13                 | Kenny De Ketele      | Belgique         | 20 | 28 | 22 | 70         | 0                | 0              | 6               | 70    |
| 14                 | Artyom Zakharov      | Kazakhstan       | 34 | 12 | 16 | 62         | 0                | 0              | 15              | 62    |
| 15                 | Eiya Hashimoto       | Japon            | 26 | 10 | 18 | 54         | 0                | 0              | 5               | 54    |
| 16                 | Szymon Sajnok        | Pologne          | 14 | 24 | 10 | 48         | 0                | 0              | 14              | 48    |
| 17                 | Mark Downey          | Irlande          | 10 | 6  | 4  | 20         | 0                | 0              | 9               | 18    |
| 18                 | Andreas Müller       | Autriche         | 4  | 4  | 2  | 10         | 0                | 0              | 16              | 8     |
| 19                 | David Maree          | Afrique du Sud   | 2  | 2  | 12 | 16         | 3                | -40            | 18              | -17   |
|                    | Christos Volikakis   | Grèce            | 8  | 8  | 14 | 30         | 1                | -20            | -               | DNF   |